# Esquistosidad
En geología se denomina esquistosidad a la textura de ciertas rocas, principalmente esquistos, cuyos minerales están organizados en láminas paralelas entre sí. En el caso de las pizarras, con láminas planas y continuas se usa el término pizarrosidad.
Está ligada a acción de fuerzas tectónicas durante la deformación de la roca en un ambiente metamórfico, pues en ciertas configuraciones la presencia de una fuerza perpendicular permite la reordenación de los minerales que forman la microestructura, normalmente filosilicatos. Esta ordenación genera un clivaje o propensión a la rotura en planos paralelos, dado que los enlaces que se generan entre las láminas son más débiles que los enlaces en el plano de estas.
La esquistosidad es un tipo de foliación.